# 慎朝元
慎朝元（？年—？年），號鑾坡，江蘇江寧府六合縣人，由道光丁酉科拔貢，順天己亥鄉試舉人，咸豐癸丑大挑一等以知縣用，分發四川，厯署榮昌、雅安等縣知縣，因城防出力保奏以同知陞用，同治甲子科委充四川同考試官，補授岳池縣知縣，三年乙丑二月任四川順慶府岳池縣知縣，八年五月告病回籍。是一位政治人物，明清時曾在四川順慶府岳池縣（位於今四川東北部，武周萬歲通天二年分南充、相如二縣置，是一個千年古縣）擔任官吏。